# قانون مجازات هر دو طرف دعوا
مجازات هر دو طرف دعوا (به ژاپنی: 喧嘩両成敗 けんかりょうせいばい)، یکی از قوانین کیفری ژاپن در قرون وسطی تا دوران مدرن نخستین بود. این قانون به این معنی است مهم نیست که کدام یک از دو طرفِ درگیری اشتباه کرده و کدام بر حق بوده بلکه از نظر این قانون مهم جرم بودن نزاع و جنگ است و در صورت بروز آن هر دو طرف دعوا باید مجازات شوند.